# Search.ch
search.ch è un motore di ricerca e un portale web per la Svizzera.

## Storia
È stato fondato nel 1995 da Rudolf Räber e Bernhard Seefeld come un motore di ricerca locale. Negli anni seguenti sono stati aggiunti molti altri servizi, come una rubrica nel 1999, un servizio gratuito di invio di SMS nel 2000 (ora ridotto a un SMS gratis alla settimana). Nel maggio del 2004 search.ch è stato assorbito da La Posta Svizzera.
Oggi, search.ch è il secondo motore di ricerca per popolarità è la più popolare rubrica web in internet. Secondo WEMF COMIS 2003 lo utilizzano 1 300 000 di persone a casa e al lavoro (sul 50% della popolazione internet attiva in Svizzera). Secondo gli stessi studi, search.ch è il secondo sito più popolare in Svizzera. Secondo Nielsen//NetRatings, secondo alcuni studi sugli utenti internet a casa in Svizzera, è il quinto sito più popolare in Svizzera.
La tecnologia di ricerca utilizzata è locale. L'utente può restringere la sua ricerca a una regione della svizzera, come un cantone o una città. Il web crawler analizza i siti presenti nei domini .ch e .li e un numero di elenchi aggiornati automaticamente o manualmente di siti svizzeri presenti in altri domini. L'indice è aggiornato settimanalmente.